# Разумовский, Виктор Николаевич (актёр)
Виктор Николаевич Разумовский (род. 18 апреля 1964 года, г. Вышний Волочёк, Калининская область, СССР) — артист эстрады, актёр театра «Кривое зеркало», режиссёр театра «Братья по Разуму», автор, поэт, автор сетевого проекта «Крейзятина».

## Биография
Родился 18 апреля 1964 года в г Вышний Волочёк, Калининская область в семье военного. С 1970 года жил в г. Калинин, сейчас Тверь. Любимые предметы в школе были гуманитарные, включая «Музыку» и «Рисование». С первого класса участвовал в художественной самодеятельности.
Служба в армии: 1983—1985 гг. В рядах РВСН.

## Творческая деятельность
В 1986 году будучи студентом Калининского Политехнического Института создал клоун-мим группу «Нафталин».
В 1995 году на базе Всероссийского Фестиваля Студенческих Театров Эстрадных Миниатюр в городе Волгограде «Земля Планета Людей», создал театр «Братья по Разуму». Братья по разуму
В 1999 году вышла книга «Зоолоботомия».
Лауреат многочисленных театральных и клоунских фестивалей и конкурсов.
В 1999 году, со своим театром «Братья по Разуму», стал лауреатом в нескольких номинациях, в том числе за лучшую режиссуру и обладателем спецприза «Золотой Остап» на Всероссийском Конкурсе Артистов Эстрады «Кубок Юмора-99».
С 2001 года актёр телевизионного театра «Кривое Зеркало».
Является участником ТВ программ «Смехопанорама», «Петросян Шоу», «Аншлаг», «Смеяться разрешается» и т. п. Автор сетевого проекта «Крейзятина».

## Авторские приоритеты
Стихи, в том числе песенная поэзия и эквиритмика, эссе, басни, сказки, миниатюры, эстрадные номера, сценарная работа.

## Исполнительская жанровая доминанта
Телевизионный театр, кино, театр эстрадных миниатюр, эксцентрика, клоунада.

## Хобби
Увлекается рыбалкой, садом, рисует, работает с деревом. «Почему всегда, когда я начинаю строгать Буратино, в итоге получается табурет или лестница?» Меломан. Коллекционер винила. «Мы не то, что мы едим. Мы то, — что мы слушаем!)»
Любимые виды спорта: хоккей, бокс, стрельба, шахматы.

## Значимые призы и награды
«Кубок Юмора — 99», спец-приз этого конкурса «Золотой Остап».
Медаль «За веру и добро».

## Личная жизнь
Женат. Есть взрослый сын.